# Hötjärnen (Skellefteå socken, Västerbotten, 720203-171527)
Hötjärnen är en gruvdamm i Boliden i Skellefteå kommun i Västerbotten och ingår i Skellefteälvens huvudavrinningsområde. Sjön har en area på 0,0835 kvadratkilometer och ligger 205,1 meter över havet.

## Delavrinningsområde
Hötjärnen ingår i det delavrinningsområde (720228-171526) som SMHI kallar för Mynnar i Brubäcken. Medelhöjden är 218 meter över havet och ytan är 1,41 kvadratkilometer. Det finns ett avrinningsområde uppströms, och räknas det in blir den ackumulerade arean 14,46 kvadratkilometer. Vattendraget som avvattnar avrinningsområdet har biflödesordning 3, vilket innebär att vattnet flödar genom totalt 3 vattendrag innan det når havet efter 53 kilometer. Avrinningsområdet består mestadels av skog (71 procent) och sankmarker (17 procent). Avrinningsområdet har 0,08 kvadratkilometer vattenytor vilket ger det en sjöprocent på 6 procent.